# Morona (kanton)
Morona – kanton w prowincji Morona-Santiago, w Ekwadorze. Stolicą kantonu jest Macas.